# Michel Périé
Pas d'image ? Cliquez ici

a Compétitions nationales et continentales officielles uniquement.

b Matchs officiels uniquement.
Dernière mise à jour le 14 janvier 2020.
Michel Périé est un ancien joueur de rugby à XV français, né le 20 septembre 1969 au Pradet (Var). Il a joué en équipe de France et évoluait au poste de pilier (1,85 m pour 107 kg).
Il arrête sa carrière en 2006.

## Carrière
À la fin de la saison 1991-1992, Michel Périé et le RC Toulon doivent passer par les barrages mais ils arrivent néanmoins en finale le 6 juin 1992 face au Biarritz olympique. Michel Périé, 22 ans est titulaire en pilier gauche. Toulon domine sa finale et devient alors champion de France.
Michel Périé perd ensuite deux demi-finales du championnat contre le Castres olympique, sur les scores de 17-16 en 1993 et de 18-13 en 1995 et aussi deux demi-finales de challenge Yves du Manoir, en 1995 face au Stade toulousain (13-21) et en 1996 contre la Section paloise (3-5 aux tirs au but).

### En équipe nationale
Il a honoré sa première cape internationale en équipe de France le 20 janvier 1996 contre l'équipe d'Angleterre et son dernier le 17 février de la même année contre l'équipe du Pays de Galles.

### Avec les Barbarians
Il participe à la tournée des Barbarians français en Australie. Le 26 juin 1994, il joue contre l'Université de Sydney. Les Baa-Baas s'imposent 36 à 62. Le 29 juin 1994, il joue contre les Barbarians Australiens au Sydney Cricket Ground. Les Baa-Baas français s'imposent 29 à 20.
Le 6 septembre 1994, il joue avec les Barbarians français contre les Barbarians au Stade Charlety à Paris. Les Baa-Baas s'imposent 35 à 18.

## Palmarès

### En club
- Championnat de France de première division :
  - Champion (1) : 1992
  - Demi-finaliste (2) : 1993 et 1995
- Championnat de France de Pro D2 :
  - Champion (2) : 2002 et 2005
  - Vice-champion (1) : 2001

### En équipe nationale
- 3 sélections en équipe de France en 1996
- Tournoi des Cinq Nations disputé : 1996